# Gueugnon
Gueugnon este o comună în departamentul Saône-et-Loire, Franța. În 2009 avea o populație de 7.638 de locuitori.

## Evoluția populației
| An        | 1975   | 1982   | 1990  | 1999  | 2006  | 2009  |
| --------- | ------ | ------ | ----- | ----- | ----- | ----- |
| Populație | 10.739 | 10.456 | 9.697 | 8.563 | 7.910 | 7.638 |